# میان‌نهادنده

بی‌جیی‌وای با یک میان‌نهادنده بین دای مدار مجتمع به آرایه مشبک توپی

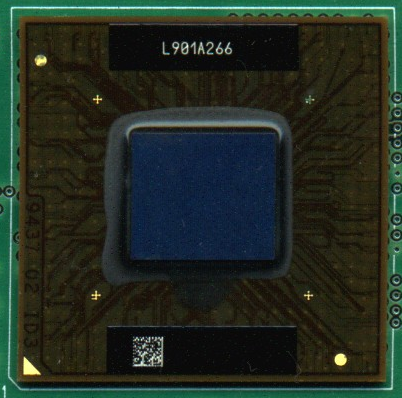
پنتیوم II: نمونه ای از یک میان‌نهادنده به رنگ زرد تیره، دای مدار مجتمع به آرایه مشبک توپی جاتَراشه قطعه‌ای

میان‌نهادنده (به انگلیسی: interposer) یا اینترپوزر یا اَندرنهادنده یک رابط الکتریکی است که بین یک سوکت یا اتصال را به دیگری مسیرگزینی (به انگلیسی: routing) می‌کند. هدف یک میان‌نهادنده این است که یک اتصال را به یک زمین وسیع‌تر گسترش دهد یا یک اتصال را به یک اتصال دیگر تغییر مسیر دهد.
اینترپوزر از کلمه لاتین "interpōnere" به معنای "بین قراردادن" گرفته شده است. آنها اغلب در بسته‌های بی‌جیی‌وای، ماژول‌های چندتراشه‌ای و حافظه با پهنای‌باند بالا استفاده می‌شوند.
یک مثال رایج از میان‌نهادنده، یک دای مدار مجتمع برای بی‌جیی‌وای است، مانند پنتیوم II. این کار از طریق زیرلایه‌های مختلف، سخت و انعطاف‌پذیر، معمولاً اف‌آر۴ برای سخت و پلی‌آمید برای انعطاف‌پذیر انجام می‌شود. سیلیکون و شیشه نیز به عنوان یک روش یکپارچه‌سازی ارزیابی می‌شوند. پشته‌های میان‌نهادنده نیز یک جایگزین مقرون به صرفه و پذیرفته‌شده برای آی‌سی‌های سه‌بُعدی هستند. در حال حاضر چندین محصول با فناوری میان‌نهادنده در بازار وجود دارد، به ویژه ای‌ام‌دی فی‌جی/فیوری جیی‌پی‌یو و زیلینکس ورتکس-۷ اف‌پی‌جیی‌ای. در سال ۲۰۱۶، سی‌ئی‌ای لتی نسل دوم فناوری ان‌اوسی-سه‌بعدی خود را که ترکیبی از دای‌های کوچک («تراشک») برساخته‌شده در گره ۲۸ نانومتری اف‌دی‌اس‌اوآی، روی میان‌نهادنده سیماس ۶۵ نانومتری است، به نمایش گذاشت.
نمونه دیگری از میان‌نهادنده مبدلی است که برای وصل کردن یک درایو ساتا به یک صفحه‌پشتی (به انگلیسی: backplane) اس‌ای‌اس با پورت‌های اضافی استفاده می‌شود. در حالی که درایوهای اس‌ای‌اس دارای دو پورت هستند که می‌توان از آنها برای اتصال به مسیرهای افزونه (به انگلیسی: redundant) یا کنترگرهای ذخیره‌سازی استفاده کرد، درایوهای ساتا فقط یک پورت دارند. به‌طور مستقیم، آنها فقط می‌توانند به یک کنترلگر یا مسیر (به انگلیسی: path) متصل شوند. درایوهای ساتا را می‌توان تقریباً به تمام صفحه‌پشتی‌های اس‌ای‌اس بدون مبدل متصل کرد، اما استفاده از یک میان‌نهادنده با پورتِ منطق سوئیچینگ، امکان ایجاد افزونگی مسیر را فراهم می‌کند.